# سیریمالواتا
سیریمالواتا (به لاتین: Sirimalwatta) یک منطقهٔ مسکونی در سری‌لانکا است که در استان مرکزی (سری‌لانکا) واقع شده‌است.